# Odontosciara filipes
Odontosciara filipes är en tvåvingeart som först beskrevs av Walker 1865.  Odontosciara filipes ingår i släktet Odontosciara och familjen sorgmyggor. Inga underarter finns listade i Catalogue of Life.